# Säker kommunikation
Säker kommunikation är när två parter kommunicerar och inte vill att en tredje part ska kunna  avlyssna. För att detta ska vara fallet måste parterna kommunicera på ett sätt som inte är mottagligt för avlyssning.  Förutom att tala ansikte mot ansikte utan möjlig avlyssning, är det troligen ingen kommunikation garanterat helt säker, även om praktiska hinder som lagstiftning, resurser, tekniska detaljer (t.ex. avlyssning och kryptering) och den stora mängden kommunikation tjänar till att begränsa övervakningen.